# Anthony Maldonado
Pour les articles homonymes, voir Maldonado.
Anthony Maldonado, né le 9 avril 1991 à Puyricard, est un coureur cycliste français. Il est professionnel au sein de l'équipe continentale Saint-Michel-Auber 93 de 2015 à 2023. Il remporte plusieurs succès au cours de cette période et s’adjuge notamment le classement général du Circuit des Ardennes international ainsi que celui de la Ronde de l’Oise.

## Biographie

### Débuts cyclistes et carrière chez les amateurs
Anthony Maldonado naît le 9 avril 1991 à Martigues.
Anthony Maldonado se classe au cours de sa carrière chez les amateurs à plusieurs reprises parmi les dix premiers d'une épreuve de l'UCI Europe Tour. Il termine ainsi 2e de la 7e étape du Tour de Bulgarie en 2011. Il se classe également 3e de la 6e étape et 6e des 4e et 5e étapes de cette même épreuve la même saison. Toujours en 2011, il s’illustre aussi sur les routes du Tour du Loir-et-Cher où il termine 8e de la 3e étape. 
En 2012 il termine 5e de la 2e étape de l'Okolo Jižních Čech et 7e de la 3e étape ainsi que du classement général final. Il se classe également 8e des 2e et 3e étapes du Tour de Gironde.
En 2013, pour sa première année sous les couleurs de l'AVC Aix-en-Provence, Maldonado termine 8e de la 4e étape du Tour de Slovaquie. 
En 2014, il termine 2e de la 4e étape du Tour du Loir-et-Cher, 5e de la 5e étape, 6e de la 2e étape et finit 8e du classement général final. Il s’adjuge également la 3e place de la 1re étape du Tour Alsace.

### Carrière professionnelle

#### Saison 2015
Il entre dans l'équipe continentale française Auber 93 en 2015. Il y commence sa carrière par une 12e place sur le Grand Prix d’ouverture La Marseillaise. Durant l'été, il gagne l'Étoile d'or et le classement général du Challenge d'or. Il termine à plusieurs reprises dans les 20 premiers sur des épreuves d'un jour françaises, 10e de la Roue tourangelle, 15e du GP de Plumelec, 20e des Boucles de l'Aulne, 16e de la Polynormande ou encore 13e du GP de Fourmies. Il est conservé par ses dirigeants pour l'année suivante.

#### Saison 2016
Le 28 février 2016, il décroche une place d'honneur sur la Drôme Classic, terminant 9e. Il connait également un bon mois d'avril, 10e sur la Route Adélie de Vitré et 15e sur la Roue tourangelle. Il s’adjuge le Souvenir Rousse-Perrin au cours de l’été et glane ainsi une nouvelle victoire chez les professionnels à cette occasion.

#### Saison 2017
Il se distingue de nouveau lors de la Drôme Classic, y prenant la 5e place. En mars, il enchaîne les places d’honneur, 7e du GP de Lillers-Souvenir Bruno Comini, 18e de Paris-Troyes et 17e de la Classic Loire-Atlantique. Il remporte, le 14 juillet 2017, le Grand Prix de Charvieu-Chavagneux et termine, deux jours plus tard, troisième du Souvenir Rousse-Perrin. Sa saison prend fin début août sur la deuxième étape du Tour de l'Ain, arrivant pour la victoire d'étape, il chute à la suite d'un contact avec Nacer Bouhanni et est victime d'une fracture au niveau de l'olécrane, os à l'extrémité du coude, l'empêchant de reprendre l'entraînement.

#### Saison 2018
Il renoue avec la compétition sur le Grand Prix d’ouverture La Marseillaise qu'il termine 17e. En mars, on le retrouve 4e de Paris-Troyes, 8e de Cholet-Pays de Loire puis 9e de la Route Adélie de Vitré. Il débute avril en terminant troisième des trois premières étapes du Circuit des Ardennes international et remporte le classement général de cette course.  Vingtième sur le Tour du Finistère, il termine 4e de la première étape du Tour de Bretagne dix jours plus tard. Il décroche un nouvel accessit début juin sur les Boucles de la Mayenne, seulement devancé par Nacer Bouhanni et Benoît Cosnefroy sur la deuxième étape.

#### Saison 2019
Son premier jour de course est synonyme de résultats, Anthony Maldonado accrochant une 15e place sur le Grand Prix d’ouverture La Marseillaise. Il arrive pour la victoire lors de la dernière étape du Tour de La Provence mais est battu par deux coureurs World Tour, John Degenkolb et Simon Clarke. Il connait de mars à mai une période fructueuse, décrochant de nombreux accessits sur les courses d'un jour françaises, 14e de la Drôme Classic, 17e de la Classic Loire Atlantique, 8e de Cholet-Pays de la Loire, 12e de la roue tourangelle et d'Entre Brenne et Montmorillonnais. En juin, sur le Tour de l'Ain, il prend place sur la troisième marche du podium de la seule étape réservée aux sprinters. Sa forme se confirme sur le week-end breton de la Coupe de France, 33e du GP de Plumelec et 13e des Boucles de l'Aulne et finit par se concrétiser sur la Ronde de l'Oise où il emporte une étape et le classement général. En fin de saison, il obtient une nouvelle 12e place sur Paris-Bourges avant de mettre un dernier dossard sur Paris-Tours (abandon).

## Palmarès et classements mondiaux

### Palmarès sur route
| - 2011 - 3e du Prix d'Automne de La Rochefoucauld - 2012 - Tour du Canton de Bourg-de-Péage - 1re étape des Boucles du Haut-Var - Grand Prix Midi Prim - 3e du Tour du Périgord - 3e du Critérium de Douchy-les-Mines - 2013 - 1re étape du Tour de Côte-d'Or - 2e étape du Tour de Moselle - 2e du Grand Prix Souvenir Jean-Masse - 2e du Grand Prix de Seillans - 2e de la Ronde vénitienne - 3e de la course en ligne des Jeux de la Francophonie - 3e du Grand Prix de Bagnols-sur-Cèze - 2014 - Circuit méditerranéen - Grand Prix de Carcès - Circuit des Quatre Cantons - Grand Prix de Nice - 3e étape des Quatre Jours des As-en-Provence - 2e du Grand Prix du Pays d'Aix - 2e du Tour du Canton de Bourg-de-Péage - 2e du Tour du Centre Var - 2e du Grand Prix d'Ancelle - 2e du Grand Prix de Bagnols-sur-Cèze | - 2015 - Challenge d'or : - Classement général - Étoile d'or - 2e de la Nocturne de Bar-sur-Aube - 3e du Circuit des Quatre Cantons - 2016 - Souvenir Rousse-Perrin - 2017 - Grand Prix de Charvieu-Chavagneux - 3e du Souvenir Rousse-Perrin - 2018 - Circuit des Ardennes international - 2019 - Ronde de l'Oise : - Classement général - 2e étape |  |

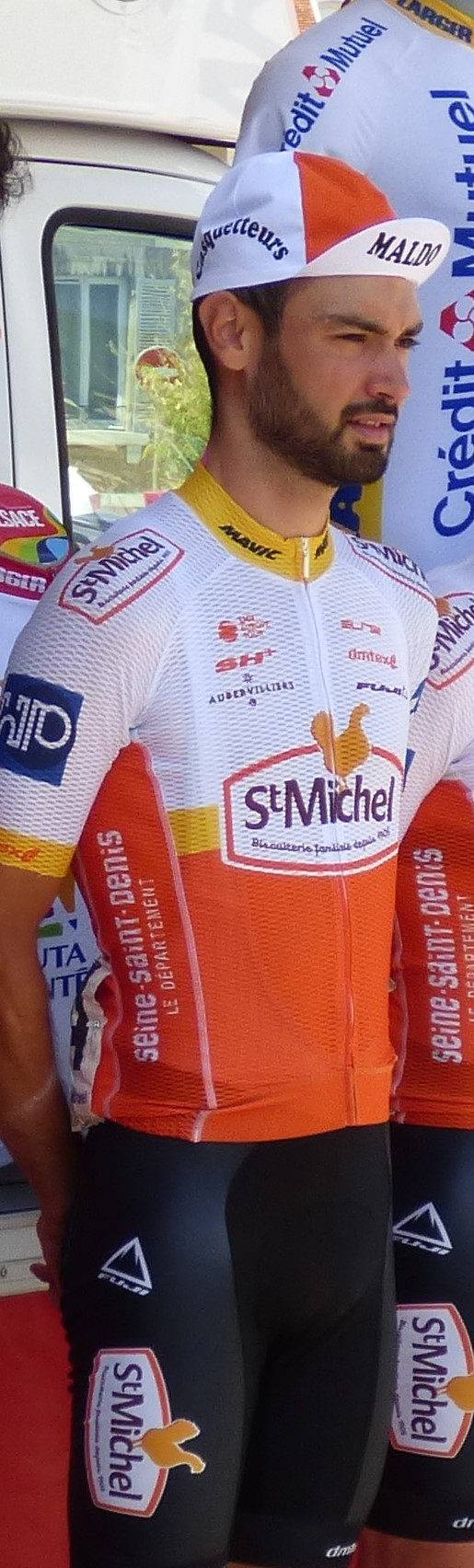
Anthony Maldonado lors du Tour Alsace 2019

### Classements mondiaux
| Année                                 | 2011 | 2012 | 2013 | 2014 | 2015 | 2016 | 2017 | 2018 | 2019 | 2020 | 2021  | 2022  | 2023  |
| ------------------------------------- | ---- | ---- | ---- | ---- | ---- | ---- | ---- | ---- | ---- | ---- | ----- | ----- | ----- |
| Classement mondial                    |      |      |      |      |      | 794e | 725e | 584e | 583e | 475e | 1151e | 2117e | 2045e |
| UCI Europe Tour                       | 978e | 942e | nc   | 762e | 483e | 505e | 445e | 339e | 440e | 392e | 852e  | 1327e | nc    |
|                                       |      |      |      |      |      |      |      |      |      |      |       |       |       |
| Légende : nc = non classéSource : UCI |      |      |      |      |      |      |      |      |      |      |       |       |       |

### Palmarès en cyclo-cross
- 2008-2009[1]
  - 2e du championnat de France de cyclo-cross juniors